# Уча де Жос (Брашов)
Уча де Жос (рум. Ucea de Jos) насеље је у Румунији у округу Брашов у општини Уча де Жос. Oпштина се налази на надморској висини од 428 m.

## Историја
Према државном шематизму православног клира Угарске 1846. године у месту је живело 229 породица. Православни пароси су били тада поп Јован Бурж и поп Јован Барбат.

## Становништво
Према подацима из 2002. године у насељу је живело 794 становника.

### Попис2002.
| Расподела становништва по националности 2002.‍ | Расподела становништва по националности 2002.‍ | Расподела становништва по националности 2002.‍ | Расподела становништва по националности 2002.‍ | Расподела становништва по националности 2002.‍ |
| --------------------------------------------- | --------------------------------------------- | --------------------------------------------- | --------------------------------------------- | --------------------------------------------- |
|                                               |                                               |                                               |                                               |                                               |
| Румуни                                        | Румуни                                        |                                               | 733                                           | 92,6%                                         |
| Роми                                          | Роми                                          |                                               | 59                                            | 7,4%                                          |